# Acutandra
Acutandra – rodzaj chrząszczy z rodziny kózkowatych i podrodziny pędeli.
Rodzaj ten wprowadził w 2002 roku Antonio Santos-Silva, a w 2012 wspólnie z Thierry'm Bouyerem i Alainem Drumontem dokonał jego redeskrypcji. Gatunkiem typowym wyznaczono Parandra punctatissima.
Kózki ubarwione w różnych odcieniach brązu. Jeśli mają na wierzchu głowy nabrzmiałości między oczami, to są one oddzielone bruzdą. Od poziomu środka oczu do nadustka biegnie wyraźnie wyniesione żeberko oczne, które może być Y-kształtnie rozdwojone w pobliżu tylnej krawędzi oka. Warga górna pośrodku przedłużona w różnego kształtu wyrostek. Samce mają żuwaczki z dwoma zębami na krawędzi wewnętrznej, trzema (w tym jednym malutkim) na szczycie i dwoma w części zewnętrzno-spodniej. Duże samce cechują żuwaczki niesierpowate lub prawie sierpowate. Na grzbietowej stronie żuwaczki biegnie żeberko, wyraźniej wyniesione u większych samców. U samic żuwaczki są zawsze krótsze od głowy, zwieńczone tak jak u samców. Słabiej oszczecinione przyjęzyczki odróżniają Acutandra od pokrewnego Komiyandra. Przód przedplecza jest, z wyjątkiem A. punctatissima, silnie wybrzuszony. Powierzchnia pokryw jest naga, punktowana. Panewki bioder pierwszej pary odnóży są z tyłu wyraźnie otwarte, a wyrostek przedpiersia ledwo co powiększony na szczycie.
Rodzaj znany z krainy etiopskiej i Ameryki Południowej. Należy tu 27 opisanych gatunków:
- Acutandra amieti Bouyer, Drumont et Santos-Silva, 2012
- Acutandra araucana (Bosq, 1951)
- Acutandra barclayi Bouyer, Drumont et Santos-Silva, 2012
- Acutandra beninensis (Murray, 1862)
- Acutandra camiadei Bouyer, Drumont et Santos-Silva, 2012
- Acutandra comoriana (Fairmaire, 1895)
- Acutandra conradti (Kolbe, 1893)
- Acutandra dasilvai Bouyer, Drumont et Santos-Silva, 2012
- Acutandra degeerii (Thomson, 1867)
- Acutandra delahayei Bouyer, Drumont et Santos-Silva, 2012
- Acutandra gabonica (Thomson, 1858)
- Acutandra gaetani Bouyer, Drumont et Santos-Silva, 2012
- Acutandra garnieri Bouyer, Drumont et Santos-Silva, 2012
- Acutandra grobbelaarae Bouyer, Drumont et Santos-Silva, 2012
- Acutandra hugoi Bouyer, Drumont et Santos-Silva, 2012
- Acutandra jolyi Bouyer, Drumont et Santos-Silva, 2012
- Acutandra leduci Bouyer, Drumont et Santos-Silva, 2012
- Acutandra leonardi Bouyer, Drumont et Santos-Silva, 2012
- Acutandra lucasi Bouyer, Drumont et Santos-Silva, 2012
- Acutandra murrayi (Lameere, 1912)
- Acutandra noellae Bouyer, Drumont et Santos-Silva, 2012
- Acutandra oremansi Bouyer, Drumont et Santos-Silva, 2012
- Acutandra plenevauxae Bouyer, Drumont et Santos-Silva, 2012
- Acutandra punctatissima (Thomson, 1861)
- Acutandra quentini Bouyer, Drumont et Santos-Silva, 2012
- Acutandra ubitiara (Santos-Silva & Martins, 2000)
- Acutandra vingerhoedti Bouyer, Drumont et Santos-Silva, 2012